# Marumba maacki
Marumba maacki är en fjärilsart som beskrevs av Bremer 1861. Marumba maacki ingår i släktet Marumba och familjen svärmare. Inga underarter finns listade i Catalogue of Life.